# Marcus Cocceius Nerva (Konsul 36 v. Chr.)
Marcus Cocceius Nerva war ein Politiker der ausgehenden Römischen Republik, 36 v. Chr. Konsul und der Urgroßvater des Kaisers Nerva.

## Leben
Die Familie des Marcus Cocceius Nerva stammte aus Umbrien. Es sind von ihm geprägte Silbermünzen erhalten, auf denen der Name und das Porträt der Triumvirn Octavian und Marcus Antonius erscheinen. Wie aus solchen Münzzeugnissen hervorgeht, war er 41 v. Chr. Proquaestor propraetore des Marcus Antonius im Osten. Während sein Bruder Lucius Cocceius Nerva mit beiden Triumvirn befreundet war, nahm er selbst wohl während Octavians militärischer Auseinandersetzung mit Lucius Antonius im Rahmen des Perusinischen Krieges auf der Seite des Letzteren teil. Octavian besiegte seinen Gegner Anfang 40 v. Chr. entscheidend, verschonte aber Marcus Cocceius Nerva mit Rücksicht auf dessen Bruder Lucius.
Später beteiligte sich Marcus Cocceius Nerva an kriegerischen Aktionen des Marcus Antonius in Asien und erhielt den Titel eines Imperators; möglicherweise war er 38/37 v. Chr. Statthalter der Provinz Asia, wo ihn mehrere Städte als imperator und designierten Konsul ehrten. In Anerkennung für seine Verdienste um Antonius durfte er 36 v. Chr. als ordentlicher Konsul amtieren, wobei er Lucius Gellius Publicola zum Amtskollegen hatte. Zum letzten Mal ist er 17 v. Chr. bezeugt, in welchem Jahr er an der Säkularfeier in seiner Eigenschaft als Quindecimvir sacris faciundis teilnahm. Er hatte einen gleichnamigen Sohn, der um 22 n. Chr. Suffektkonsul war.